# Linia kolejowa Stieńkino I – Lesok
Linia kolejowa Stieńkino I – Lesok – linia kolejowa w Rosji obsługująca tereny przemysłowe Riazania. Obecnie jest ona częściowo nieprzejezdna.
Linia zarządzana jest przez region moskiewsko-riazański Kolei Moskiewskiej, wchodzącej w skład Kolei Rosyjskich. 
Linia położona jest w Riazaniu, w obwodzie riazańskim. Na całej długości jest jednotorowa, zelektryfikowana na odcinku Stieńkino I – Stieńkino II.